# Eumicremma pallida
Eumicremma pallida är en fjärilsart som beskrevs av William Schaus 1904. Eumicremma pallida ingår i släktet Eumicremma och familjen nattflyn. Inga underarter finns listade i Catalogue of Life.